# ناستيا كامنسكخ
أنستاسيا ناستيا كامنسكخ (بالأوكرانية: Анастасія Олексіївна Каменських)‏ (من مواليد 4 مايو 1987 في كييف، أوكرانيا) هي مغنية أوكرانية.

## وصلات خارجية
- ناستيا كامنسكخ على موقع IMDb (الإنجليزية)
- ناستيا كامنسكخ على موقع ميوزك برينز (الإنجليزية)
- ناستيا كامنسكخ على موقع ديسكوغز (الإنجليزية)
- ناستيا كامنسكخ على موقع قاعدة بيانات الفيلم (الإنجليزية)

- الموقع الرسمي